# Liu Yunfeng
Liu Yunfeng, född 3 augusti 1979, är en friidrottare från Kina. Han deltog vid olympiska sommarspelen 2004.